# Jerzyk mały

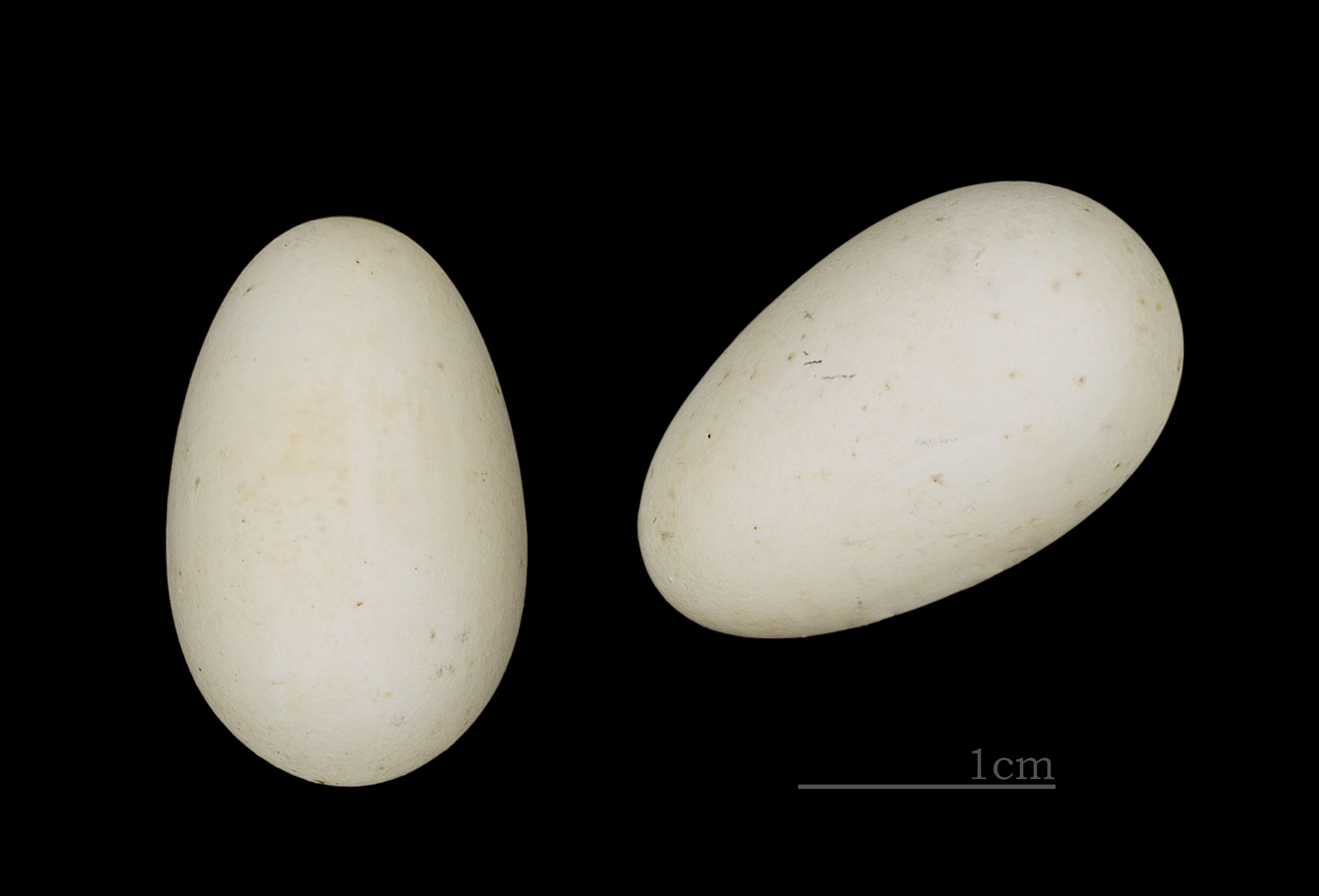
Jaja z kolekcji muzealnej

Jerzyk mały (Apus affinis) – gatunek małego ptaka z rodziny jerzykowatych (Apodidae). Występuje w Afryce, na Bliskim Wschodzie i w Azji Południowej. Gnieździ się na klifach i w budynkach. Nie jest zagrożony.
MorfologiaDługość ciała 12 cm, masa ciała około 25 g. Ubarwieniem przypomina oknówkę, lecz nie ma białego brzucha, nie błyszczy się na niebiesko i ma charakterystyczną sylwetkę. Jego ogon jest krótki i nie ma wcięcia. Młode są podobne do dorosłych, ale są jaśniejsze.
PodgatunkiObecnie wyróżnia się 6 podgatunków A. affinis:
- A. a. galilejensis (Antinori, 1855) – północno-zachodnia Afryka do Pakistanu, wschodni Sudan do północno-zachodniej Somalii
- A. a. bannermani Hartert, 1928 – wyspy Zatoki Gwinejskiej
- A. a. aerobates Brooke, 1969 – Mauretania do Somalii i na południe po wschodnią RPA
- A. a. theresae R. Meinertzhagen, 1949 – zachodnia i południowa Angola oraz południowa Zambia do RPA
- A. a. affinis (J.E. Gray, 1830) – południowa Somalia do Mozambiku, Indie (oprócz części północno-wschodniej i południowej)
- A. a. singalensis Madarász, 1911 – południowe Indie, Sri Lanka.

Status zagrożeniaW Czerwonej księdze gatunków zagrożonych IUCN jerzyk mały jest klasyfikowany jako gatunek najmniejszej troski (LC – Least Concern). Liczebność populacji nie została oszacowana, ale jej trend oceniany jest jako wzrostowy, gdyż ptak ten przystosował się do gniazdowania w budynkach.